# Joseph Triebensee
Joseph Triebensee (né le 21 novembre 1772 à Wittingau, royaume de Bohême ; mort le 22 avril 1846 à Prague) était un hautboïste et compositeur autrichien.

## Biographie
Josef Triebensee naît à Třeboň, en Bohême du sud où son père hautboïste s'est installé. Il apprend à jouer du hautbois avec son père puis part étudier très jeune la composition à Vienne avec Johann Georg Albrechtsberger et le maître de chapelle de la cour impériale Antonio Salieri.
À l'âge de 17 ans, Triebensee est déjà membre de l'Harmoniemusik du prince Alois Ier de Liechtenstein pendant sa saison de chasse dans son domaine de Valtice en Moravie-du-Sud. Satisfait, le prince mélomane propose un contrat annuel aux musiciens.
Joseph Triebensee participe le 30 septembre 1791 comme 2e hautboïste à la première représentation de l'opéra La Flûte enchantée de Mozart. En 1793-1794, il fait partie de l'orchestre du Kärntnertor-Theater. De 1794 à 1808, il devient premier hautbois et dirige les huit musiciens de la Harmoniemusik du prince. Durant cette période, le 2 avril 1798, il fait partie des participants à une exécution du Quintette op. 16 pour piano et instruments à vent de Beethoven , dans laquelle Beethoven lui-même jouait la partie de piano.
De 1790 à 1806 pendant les saisons de chasse qui pouvait durer de deux à trois mois de nombreuses représentations musicales et théâtrales (opéras, singspiels, ballets...) étaient jouées par l'harmonie, en s'inspirant de la programmation des ouvrages donnés dans la capitale impériale autrichienne, en y associant une troupe de chanteurs saisonniers engagée et placée sous la direction de Jan Triebensee.

« On joua ainsi, en 1798, du 16 septembre jusqu'à la fin novembre presque quotidiennement des pièces de théâtre, des singspiels et certains opéras de Mozart comme La Flûte enchantée, Les Noces de Figaro, La Clémence de Titus, ainsi qu'un  ballet, Pygmalion  , d'un auteur non identifié. »

Le prince Jean Ier (prince de Liechtenstein), qui a succédé à  son frère  en 1805, prend la décision de ne pas poursuivre les activités musicales de Valtice au-delà de 1809 pour des raisons financières et congédie ses musiciens; l'harmonie est dissoute en juin 1809. Lorsque Jean Ier décide en 1812, de refonder son Harmonie, il fera appel au deuxième clarinette de l'ensemble précédemment dissous Wenzel Sedlák (1776-1851) pour en prendre la direction et remplacer Triebensee. Cette harmonie fonctionnera jusqu'au 1er mai 1835 en interprétant un nouveau répertoire à l'instar d'un mouvement plus général au sein de l'Harmoniemusik.
De 1811 à 1816, Triebensee est maître de chapelle au théâtre de Brno puis chef d'orchestre à la Philharmonie de Brno.
Triebensee quitte Brno à l'automne 1816 et succède à Carl Maria von Weber comme maître de chapelle au Théâtre des États à Prague de 1816 à 1838. Triebensee dirige le premier opéra de Weber donné à Prague, Silvana (1808-1810) le 2 février 1817.
De 1816 à 1819, il fut également professeur de chant au Conservatoire de Prague.
Il était marié à la fille de Johann Nepomuk Wendt, Maximiliane.